# Márcio Ribeiro
Márcio Ribeiro (São Paulo, 12 de maio de 1964 — Brasília, 29 de maio de 2013) foi um ator, apresentador e humorista brasileiro. Tornou-se conhecido nacionalmente por apresentar o programa infantil X-Tudo na TV Cultura.

## Biografia

### Carreira
Ator, comediante e redator há mais de 20 anos. Tornou-se conhecido nacionalmente por apresentar durante 5 anos o programa infantil X-Tudo na TV Cultura, onde substituiu o ator Gérson de Abreu após a saída deste. Na emissora, permaneceu por dez anos, participando também da primeira versão do programa infantil Rá-Tim-Bum. Márcio também fez cinema e teatro tendo inclusive ganho os prêmios de melhor ator no Festival de Gramado (Kikito), Festival de Brasília (Candango), Rio Cine Festival (Sol de Prata) e o prêmio Guarnicê (Festival de cinema do Maranhão).
Participou de Malhação e Os Caras de Pau da TV Globo, e do programa Uma escolinha muito louca da Rede Bandeirantes.
É considerado um dos percussores do Stand up comedy em São Paulo, fez parte do grupo de humor Clube da Comédia e foi o criador do grupo de humor Comédia Ao Vivo.
Uma das marcas registradas em seus textos são os temas considerados pesados ou escatológicos.
Criou a partir dos dois infartos que sofreu o show solo "Venha Antes que EU Acabe" ao qual além de contar sobre sua vida pós-infarto falava sobre temas variados.
Em 2013 estava em turnê com o projeto "Comédia Popular Brasileira" juntamente com Matheus Ceará, Renato Tortorelli e Ênio Vivona, e escrevendo o show solo "Ainda bem que Você Trabalha Aí" voltado ao público corporativo mas devido a sua morte o texto ficou engavetado.

### Morte
Márcio morreu na manhã do dia 29 de maio de 2013, em Brasília, estando em turnê com a Cia. Setebelos, segundo post publicado no seu perfil oficial do Facebook, por complicações cardíacas. Teve uma única filha, do primeiro casamento, Vera Papini Ribeiro.

## Filmografia

### Televisão
| Ano     | Título                    | Personagem / Cargo | Notas                    |
| ------- | ------------------------- | ------------------ | ------------------------ |
| 1990–94 | Rá-Tim-Bum                | Arinélson          |                          |
| 1991    | Brasileiras e Brasileiros | Antônio            |                          |
| 1994–02 | X-Tudo                    | Apresentador       |                          |
| 2001    | Sandy & Junior            | Carlos             |                          |
| 2001–02 | Acampamento Legal         | Tio Tatá           |                          |
| 2007    | Sem Controle              | Edesvaldo          |                          |
| 2007–08 | Câmera Café               | João Carlos        |                          |
| 2008    | A Favorita                | Juarez             | Episódio: "19 de agosto" |
| 2008–10 | Uma Escolinha Muito Louca | Hugo Motorista     |                          |
| 2010    | Malhação                  | Professor Homero   | Temporada 18             |
| 2012    | Os Caras de Pau           | Seu Broncoli       | Temporada 3              |

### Cinema
| Ano  | Título                         | Personagem     | Notas |
| ---- | ------------------------------ | -------------- | ----- |
| 1995 | Os Ursos                       | Curta-metragem |       |
| 1997 | Um dia... e Depois o Outro     | Curta-metragem |       |
| 1998 | Alô?!                          | Necão          |       |
| 2005 | O Casamento de Romeu e Julieta | Pirelli        |       |

## Prêmios
Melhor ator no Festival de Gramado (Kikito), Festival de Brasília (Candango), Rio Cine Festival (Sol de Prata) e o prêmio Guarnicê (Festival de cinema do Maranhão).